# Ensayo fotográfico

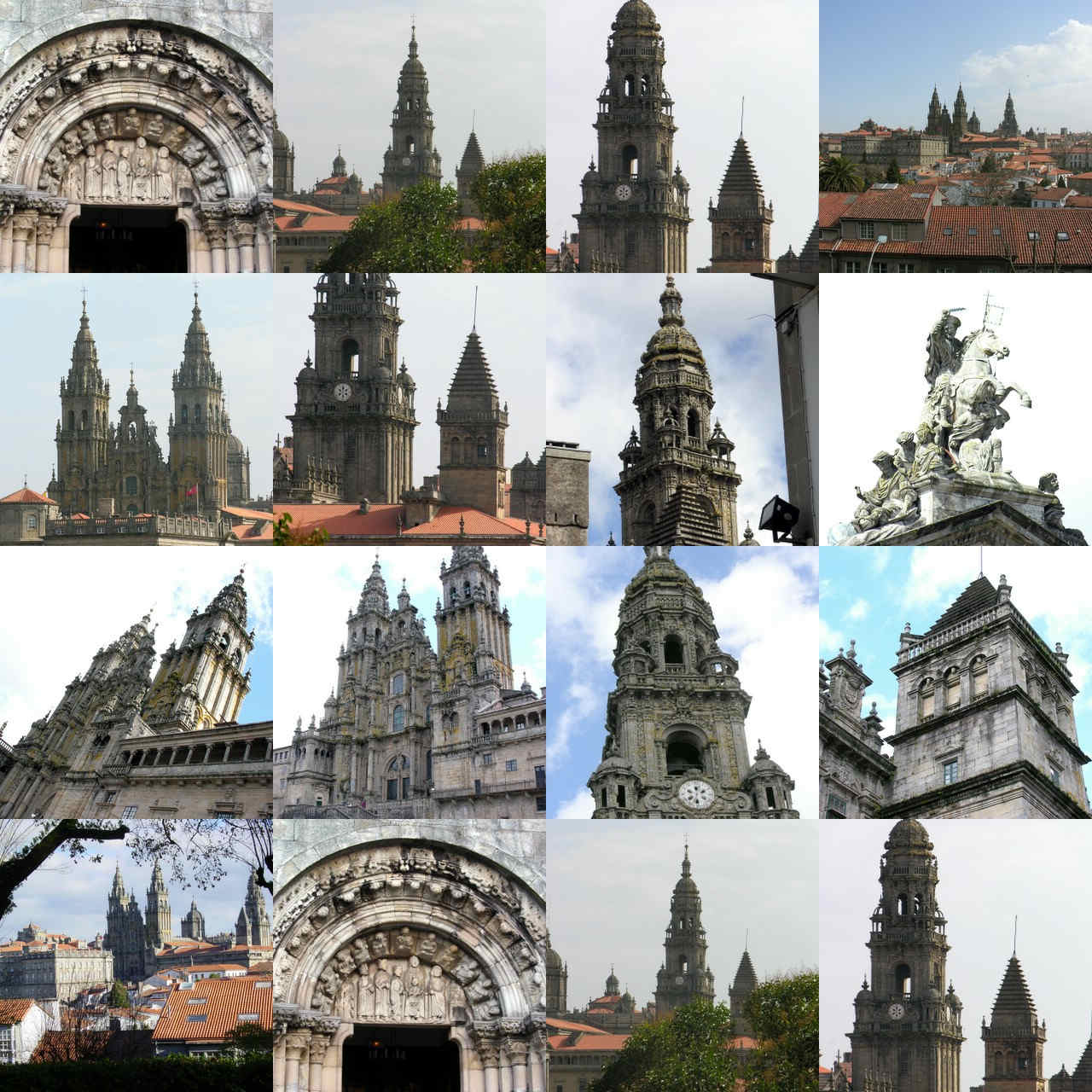
Santiago de Compostela – collage

Un ensayo fotográfico, también en ciertos contextos foto-ensayo, o simplemente fotoensayo, es un conjunto o serie de fotografías que están obtenidas para causar una serie de emociones en el espectador. Un ensayo fotográfico a menudo muestra imágenes que reflejan profundos estados emocionales.
Los ensayos fotográficos abarcan una gama que va desde ensayos que son "puramente fotográficos" a trabajos fotográficos con fotografías con pie de imágenes o  pequeños comentarios a ensayos de texto ilustrados con fotografías.

## Tipos de foto-ensayo
Los ejemplos de ensayos de foto pueden relacionarse con:
- Un artículo en una publicación, a veces una página llena o una sección de dos páginas.
- Un libro u otra publicación completa.
- Una página web o una porción de un sitio de web.
- Un montage o collage individual de imágenes fotográficas, con texto u otras adiciones, pensado para ser visto tanto global como individualmente. Tal trabajo puede tener también cabida en la categoría de medios de comunicación mixtos.
- Una muestra de arte escenificada en un tiempo particular y ubicación determinada. Algunas exposiciones de arte también entran en estas categorías.
- En una publicación de moda, especialmente una foto-editorial, o un artículo de estilo editorial, dominado o enteramente conformado por una serie de fotografías temáticas.

## Ensayo fotográfico en web

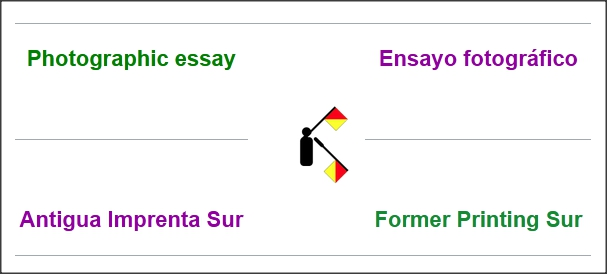
Ensayo fotográfico

Una de las capacidades de los entornos Web que permiten el desarrollo de distintas formas de ensayos fotográficos o foto-ensayos es la que posibilita su vinculación con su componente espacial, dónde se encuentra una imagen y qué se ve en ese punto, en determinado entorno, en un tipo de mapa interactivo, permitiendo, incluso, la integración del contexto visual que las imágenes omniorámicas proporcionan, unas imágenes que también han de ser visualizadas en entornos web o computacionales.
Un ejemplo de este tipo de ensayo fotográfico se puede consultar en Ensayo fotográfico — Conociendo la Catedral de Murcia, composición de imágenes de la Catedral de Murcia en el mapa, junto a otros recursos relacionados en enlaces externos.

## Fotógrafos conocidos por sus foto-ensayos
- W. Eugene Smith[1]
- Ansel Adams[2]
  - En Nacido Libre e Igual (1944) Adams documentó cómo vivieron los japoneses-americanos (nikkei) en el  Centro de Reubicación de la Guerra de Manzanar durante la Segunda Guerra Mundial.
- James Nachtwey[3]
- Ensayos Fotográficos trasladados de su versión impresa a la Web.[4]